# Chang Ch’ung-ho

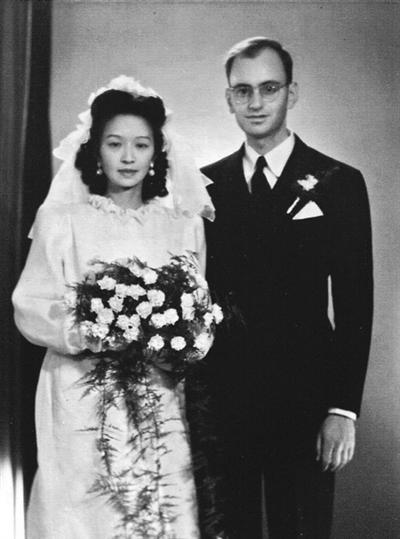
Chang Ch’ung-Ho und Hans Fränkel im November 1948

Chang Ch’ung-ho oder Zhang Chonghe (chinesisch 張充和 / 张充和, Pinyin Zhāng Chōnghé; * 17. Mai 1914 in Shanghai, China; † 17. Juni 2015 in New Haven), auch bekannt unter ihrem Ehenamen Ch’ung-ho Chang Frankel, war eine chinesisch-amerikanische Dichterin, Kalligraphin, Lehrerin und Kunqu-Opernsängerin. Sie wurde in einem Zeitungsartikel als „letzte talentierte Frau der Republik China“ (chinesisch 民國最後一位才女) beschrieben.

## Leben und Karriere

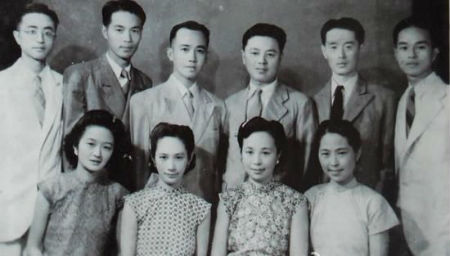
Chang Ch’ung-ho (rechts unten) 1945 mit ihren Geschwistern

Chang Ch’ung-ho (Zhang Chonghe) wurde 1914 in Shanghai geboren. Ihre Familie stammte aus Hefei, Anhui. Ihr Urgroßvater Zhang Shusheng (張樹聲), war ein hochrangiger Armeeoffizier in der Huai-Armee. Ihr Vater Zhang Wuling (張武齡) war Lehrer. Ihre Mutter Lu Ying (陸英) war Hausfrau. Sie hatte sechs Brüder und drei Schwestern. Ihre älteste Schwester Chang Yuen-ho (張元和; 1907–2003) war eine Kunqu-Expertin. Ihr zweitälteste Schwester Chang Yun-ho (張允和; 1909–2002) war ebenfalls eine Kunqu-Expertin. Ihr drittälteste Schwester Chang Chao-ho (張兆和; 1910–2003) war Lehrerin und Autorin und mit dem gefeierten Romanautor Shen Congwen verheiratet.
Im Alter von 21 wurde sie an der Peking-Universität angenommen. Nach ihrem Abschluss wurde Chang Ch’ung-ho Redakteurin bei der Zeitung Central Daily News.
1947 traf Chang  an der Peking-Universität den deutsch-amerikanischen Sinologen Hans Fränkel; sie heirateten im November 1948 und ließen sich im Januar 1949 in den Vereinigten Staaten nieder.  Sie hatten eine Tochter, Emma Fränkel (傅愛瑪) und einen Sohn, Ian Frankel. Ch’ung-ho unterrichtete an der Yale University, der Harvard University und 20 anderen Universitäten traditionelle Chinese Kultur.
Nach der Kulturrevolution besuchte Chang 1979 Suzhou. 1986 nahmen Chang Ch’ung-ho und ihre Schwester Chang Yuen-ho an einer Theatervorstellung in Peking teil, die an den 370sten Todestag von Tang Xianzu erinnerte. Im Herbst 2004 stellte Chang Ch’ung-ho in Peking Gemälde aus.
Am 17. Juni 2015 starb Chang Ch’ung-ho in New Haven (Connecticut) im Alter von 101 Jahren.

## Werke (Auswahl)
- Taohuayu (桃花魚) Pfirsichblütenfisch